# کوه هود
کوه هود یا ماونت هود (به انگلیسی: Mount Hood) یا Wy'east به زبان سرخ‌پوستان بومی، کوهی در شمال اورگن است که بلندترین کوه این ایالت و چهارمین نقطهٔ مرتفع رشته کوه کسکیدز است.
احتمال ۳٪ تا ۶٪ احیای فعالیت این کوه آتشفشان در آینده تخمین زده می‌شود.
این کوه در جنگل ملی ماونت هود واقع است.